# Mihail Mihailovič Volkov
Mihail Mihailovič Volkov (rusko Михаил Михайлович Волков), ruski general, * 1776, † 1820.
Bil je eden izmed pomembnejših generalov, ki so se borili med Napoleonovo invazijo na Rusijo; posledično je bil njegov portret dodan v Vojaško galerijo Zimskega dvorca.

## Življenje
4. marca 1781 je vstopil v Preobraženski polk in 1. januarja 1794 je kot stotnik vstopil v Poltavski lahki konjeniški polk. Sodeloval je v bojih s Francozi leta 1806-07; 12. decembra 1807 je bil povišan v polkovnika. 
28. oktobra 1811 je postal poveljnik Jaketerinoslavskega kirasirskega polka. S polkom se je udeležil patriotske vojne leta 1812. 15. septembra 1813 je bil povišan v generalmajorja.
Leta 1814 je bil premeščen h konjenici in 9. maja 1816 je postal poveljnik Moskve.